# Parlamentsspiegel
Der Parlamentsspiegel ist ein Informationssystem, in dem Parlamentspapiere aller Landesparlamente gefunden werden können. Es dient der Recherche nach gesetzgeberischen Initiativen und Anträgen mit ihrer jeweiligen parlamentarischen Behandlung. Dadurch wird es ermöglicht, die Beratung bestimmter Themen in den einzelnen Landesparlamenten miteinander zu vergleichen. Der Parlamentsspiegel ist ein Gemeinschaftsprojekt aller 16 Landesparlamente der Bundesrepublik Deutschland.

## Aufgaben des Parlamentsspiegels
Der Parlamentsspiegel ist das Fachinformationssystem der Landesparlamente der Bundesrepublik Deutschland. Er bietet Zugriffsmöglichkeiten auf Parlamentspapiere wie Gesetzentwürfe, Anfragen, Anträge, Regierungserklärungen, Berichte sowie Plenarprotokolle.
In der Regel wird in den Parlamenten jedes Dokument in mehreren Schritten beraten. Daher werden im Parlamentsspiegel die entsprechenden Dokumente in Vorgängen zusammengefasst, die sich an diesem Beratungsverlauf orientieren (z. B. von der Einbringung eines Gesetzentwurfs über die Beratung in den Fachausschüssen bis zur abschließenden Beratung im Plenum und ggf. anschließenden Veröffentlichung im Gesetz- und Verordnungsblatt).
Damit die Dokumente und Vorgänge gefunden werden können, werden sie durch Zusatzinformationen ergänzt. Diese sogenannten Metadaten umfassen „formale“ Daten wie Autor, Datum der Einbringung, Beratung und Beschließung, aber auch inhaltliche Aspekte. Letztere setzen sich u. a. aus Titel, einer kurzen Zusammenfassung (Abstract), inhaltlich beschreibenden Begriffen (Deskriptoren) und einer Zuordnung zu einheitlich festgelegten Sachgebieten (Systematik) zusammen. Die Richtlinien zur Dokumenterfassung werden seit der Entstehung des Parlamentsspiegels fortlaufend weiterentwickelt.

## Entstehung des Parlamentsspiegels
Die Anfänge des Parlamentsspiegels reichen in das Jahr 1957 zurück, als die Interparlamentarische Arbeitsgemeinschaft (IPA) begann, eine wöchentlich erscheinende Fachbibliografie mit dem Namen „Parlamentsspiegel“ herauszugeben. Doch schon 1964 wurde das Erscheinen aus wirtschaftlichen Gründen eingestellt.
Parlamentsdokumentationen existierten zu dieser Zeit bei den Landesparlamenten nur sehr vereinzelt. Die Parlamente waren jedoch interessiert an einer „zeitnahen Erschließung der Parlamentspapiere, da sie zwar über komplette Sammlungen der einschlägigen Dokumente verfügten, ihnen aber ein Index hierzu fehlte“. Daher wertete eine „Zentraldokumentation Parlamentsspiegel“, die beim Landtag Nordrhein-Westfalen angesiedelt war, die Drucksachen und Protokolle aller Landtage aus. Da die Zahl der Dokumente ständig stieg, wurde das Prinzip der „Selektion nach interparlamentarischer Relevanz (SiR)“ entwickelt: „Dokumente, die […] rein ortsbezogene Themen zum Gegenstand haben bzw. keine grundsätzlichen Informationen vermitteln, werden nicht mehr in den Dokumentationsprozess aufgenommen“.
Im Laufe der Zeit wurden in fast allen Landesparlamenten lokale Dokumentationsstellen aufgebaut, die die eigenen Parlamentaria inhaltlich erschlossen und dokumentierten. Eine große Arbeitserleichterung war hierfür die Ende der sechziger Jahre einsetzende Abstimmung zwischen dem Deutschen Bundestag und den Landesparlamenten über die formale Gestaltung der Parlamentspapiere. Die hier erarbeitete Struktur (Angabe der Wahlperiode, laufende Nummerierung, Datum, Titel, Autor(en) auf den Parlamentspapieren) ist heute noch gültig.
In den siebziger Jahren setzte auch die Arbeit einer Arbeitsgruppe Parlamentsinformationssystem PARLIS ein: Der Landtag Nordrhein-Westfalen als Vertreter der Landesparlamente und der Deutsche Bundestag erarbeiteten zusammen die Grundlage für das gemeinsame Parlamentsinformationssystem. Ein Ergebnis der Arbeitsgruppe waren die Empfehlungen zur Anwendung eines Dokumentations- und Informationssystem für Parlamentsmaterialien (DIP), das seit 1978 von allen Landtagsdokumentationen und von der Parlamentsdokumentationen des Deutschen Bundestags und des Bundesrats für die formale und inhaltliche Erschließung angewandt wird. Es wurde nach 1989 auch von den Landtagsdokumentationen der neuen Länder übernommen und umfasst vier Komponenten:
- die Nutzung des gemeinsamen Thesaurus PARTHES,
- die Erschließung der Dokumente im Rahmen eines Vorgangs,
- die Registerbezogenheit,
- die EDV-Orientierung.

Ende der 1970er bis Anfang der 80er Jahre begann der Aufbau eines EDV-gestützten Verfahrens für die Dokumentation.
Zusätzlich zu den Dokumentnachweisen konnten bald auch die Volltexte der Dokumente zur Verfügung gestellt werden. Zum Beispiel begann der Landtag von Nordrhein-Westfalen, bei dem der Parlamentsspiegel bis heute angesiedelt ist, 1986 mit der Digitalisierung der Parlamentspapiere.

## Parlamentsspiegel heute
1994 fassten die Landtagsdirektoren einen Grundsatzbeschluss, der weitreichende Änderungen für den Parlamentsspiegel zur Folge hatte: Angestrebt wurde eine verstärkte Zusammenarbeit aller Landtage auf den Gebieten der Informations-, Kommunikations- und Dokumentationstechnik, „um die Dienstleistungen für die Parlamentsarbeit zu verbessern und dabei den Einsatz von personellen und technischen Ressourcen zu rationalisieren“. Die dafür gegründete interparlamentarische Arbeitsgruppe „Parlamentsspiegel 2000“ hatte die Aufgabe, Vorschläge für die Umsetzung des Beschlusses zu erarbeiten. Die Struktur und Funktionsweise des Parlamentsspiegels wurde an die neuen Rahmenbedingungen und die neuen technischen Möglichkeiten angepasst. Am Ende dieses Prozesses stand die Ablösung der bisherigen zentralen Erschließung der Parlamentspapiere durch die Bereitstellung der Dokumentationsdaten aus den einzelnen Landtagen in einem „Integrierten Informationssystem Parlamentsspiegel“.
Der Parlamentsspiegel wird heute im Internet bereitgestellt und bietet, in Ergänzung zu den Informationsangeboten der einzelnen Landtage, übergreifende Rechercheoptionen. Daher ermöglicht die Datenbank landtagsübergreifende vergleichende Betrachtungen, die ansonsten nur mit großen Aufwand realisierbar wären.
Derzeit arbeitet der Parlamentsspiegel an einer Aktualisierung seines Datenbestands sowie an neuen Suchmöglichkeiten und Trefferstrukturen.

## Recherchemöglichkeiten
Die Recherchemöglichkeiten des Parlamentsspiegels umfassen folgende Bereiche:

### Suche nach Parlamentsmaterialien
Dieser Bereich ist unterteilt in eine einfache und eine erweiterte Suche. Die einfache Suche ermöglicht, den bekannten Internet-Suchmaschinen ähnelnd, eine stichwortbasierte Recherche nach Dokumenten und Beratungsvorgängen. Die erweiterte Suche bietet zusätzliche Auswahlkriterien. Hinterlegte Listen helfen bei der Auswahl geeigneter Suchbegriffe.

### Dokumentenabruf
Der Dokumentenabruf bietet den direkten Zugang auf Drucksachen und Protokolle. Ist die Nummer des gesuchten Parlamentspapiers bekannt, kann es hier direkt abgerufen werden.

### Gesetzgebung
Nach Gesetzgebungsvorgängen kann über eine Schnellsuche und eine Detailsuche gezielt recherchiert werden. Der Zugriff über Sachgebiete bietet sich an, wenn sich Nutzer „zunächst zu einem Thema orientieren wollen oder die Fragestellung nicht in konkrete Begrifflichkeiten umsetzen können“.

## Datenbasis
In den Datenbanken des Parlamentsspiegels sind Parlamentspapiere seit 1980 nachgewiesen. Von 1980 bis 1997 sind jedoch nicht alle Drucksachen und Plenarprotokolle recherchierbar, sondern nur diejenigen, die von überregionaler und landesübergreifender Bedeutung sind. In den folgenden sechs Jahren fiel diese Einschränkung nach und nach weg. Spätestens ab 2005 sind die Dokumente aller Landesparlamente ohne Einschränkung vorhanden.
Neben den Metadaten kann über den Parlamentsspiegel auch auf die Volltexte der Drucksachen und Plenarprotokolle zugegriffen werden. Allerdings sind nicht alle Dokumente der Parlamente vollständig digital vorhanden, wobei einzelne Landesparlamente fortlaufend daran arbeiten, Dokumente zurückliegender Wahlperioden zu digitalisieren und ebenfalls über den Parlamentsspiegel zugänglich zu machen.
Im Parlamentsspiegel vorhandene Volltexte:
|                        | Plenarprotokolle | Plenarprotokolle | Drucksachen | Drucksachen | Gesetzblatt   |
| Land                   | Wahlperiode      | Zeitraum         | Wahlperiode | Zeitraum    | Zeitraum      |
| ---------------------- | ---------------- | ---------------- | ----------- | ----------- | ------------- |
| Baden-Württemberg      | ab 8. WP         | ab 1980          | ab 8. WP    | ab 1980     | ab 1994       |
| Bayern, Landtag        | ab 8. WP         | ab 1974          | ab 9. WP    | ab 1978     | ab 1994       |
| Bayern, Senat          | –                | 1964–1999        | –           | 1964–1999   | ab 1994       |
| Berlin                 | ab 8. WP         | ab 1980          | ab 9. WP    | ab 1984     | ab 1994       |
| Brandenburg            | ab 1. WP         | ab 1990          | ab 1. WP    | ab 1990     | ab 1994: I/II |
| Bremen                 | ab 7. WP         | ab 1967          | ab 10. WP   | ab 1979     | ab 1980       |
| Hamburg                | ab 6. WP         | ab 1966          | ab 9. WP    | ab 1978     | ab 1994       |
| Hessen                 | ab 7. WP         | ab 1971          | ab 10. WP   | ab 1983     | ab 1992       |
| Mecklenburg-Vorpommern | ab 1. WP         | ab 1990          | ab 1. WP    | ab 1990     | ab 1991       |
| Niedersachsen          | ab 8. WP         | ab 1974          | ab 9. WP    | ab 1978     | ab 1994       |
| Nordrhein-Westfalen    | ab 1. WP         | ab 1947          | ab 1. WP    | ab 1947     | ab 1946       |
| Rheinland-Pfalz        | ab 7. WP         | ab 1971          | ab 9. WP    | ab 1979     | ab 1994       |
| Saarland               | ab 7. WP         | ab 1975          | ab 9. WP    | ab 1985     | ab 1994       |
| Sachsen                | ab 1. WP         | ab 1990          | ab 1. WP    | ab 1990     | –             |
| Sachsen-Anhalt         | ab 1. WP         | ab 1990          | ab 1. WP    | ab 1990     | ab 1992       |
| Schleswig-Holstein     | ab 8. WP         | ab 1975          | ab 10. WP   | ab 1983     | ab 1966       |
| Thüringen              | ab 1. WP         | ab 1990          | ab 1. WP    | ab 1990     | ab 1990       |